# Jurriaan Andriessen
Jurriaan Andriessen (ur. 15 listopada 1925 w Haarlemie, zm. 23 sierpnia 1996 w Hadze) – holenderski kompozytor.
Syn Hendrika. Ukończył (1947) konserwatorium w Utrechcie, gdzie uczył się kompozycji u swojego ojca, dyrygentury u Willema van Otterloo oraz gry na fortepianie u Gerarda Hengevelda i André Jurresa. W 1947 roku przez kilka miesięcy przebywał w Paryżu, gdzie uczył się muzyki filmowej u Oliviera Messiaena. Od 1949 do 1951 roku przebywał w Stanach Zjednoczonych, gdzie brał udział w letnich kursach muzycznych w Berkshire Music Center w Tanglewood u Aarona Coplanda i Siergieja Kusewickiego. W latach 1951–1953 kontynuował edukację we Włoszech i RFN.
Występował jako dyrygent i wykonawca, najczęściej z własnymi utworami orkiestrowymi i fortepianowymi. Od 1957 roku współpracował z towarzystwem teatralnym De Haagse Comedie. Prowadził również własny zespół jazzowy, z którym występował pod pseudonimem Leslie Cool. Był twórcą eklektycznym. Skomponował m.in. 8 symfonii, dwie opery (Kalchas 1959 i Het zwarte blondje 1964), utwory fortepianowe, muzykę kameralną, muzykę teatralną i filmową. Do muzyki z jego Berkshire Symphonies (1949) George Balanchine skomponował balet Jones Beach.
Był odznaczony krzyżami kawalerskimi Orderu Oranje-Nassau (1972) oraz tajskiego Orderu Słonia Białego (1960), który otrzymał za skomponowaną z okazji wizyty państwowej króla Tajlandii rapsodię symfoniczną Thai.